# 도달주의
도달주의는 의사표시가 상대방에게 도달한 때, 즉 상대방의 지배권 안에 들어간 때에 효력이 발생한다는 주의를 말한다. 민법은 이 도달주의를 일반원칙으로 하고 있으나, 획일·신속을 요하는 거래나 격지자 사이의 계약은 예외적으로 발신주의를 취하고 있다. 영미법의 경우 발신주의를 채택하고 있다. 

## 도달주의 예외
1. 제한능력자의 상대방의 최고에 대한 무능력자의 확답
2. 사원총회의 소집통지
3. 무권대리인의 상대방의 최고에 대한 본인의 확답
4. 채권자의 채무인수에 대한 승낙의 확답
5. 격지자간의 계약에서 승낙의 효력발생시기
6. 승낙연착의 통지의무
7. 당사자간의 특약

## 참고 문헌
1. ↑  민법 제531조

## 같이 보기
- 발신주의
- 공시송달
- 대한민국 민법 제111조